# Acanthosoma haemorrhoidale
La chinche roja del Crataegus (Acanthosoma haemorrhoidale) es una especie de hemíptero heteróptero de la familia Acanthosomatidae.

## Descripción
Heteróptero de hasta 17 mm de largo, de bonita figura y fácil de identificar, bien por su cabeza, que presenta franjas negroamarillentas o por sus élitros de color rojo sangre y por los bordes  del escudo del cuello también del mismo color. El resto del cuerpo es verde con pequeñas manchas más oscuras. Los tarsos tienen dos segmentos y las antenas, cinco.

## Distribución
Se distribuyen por toda Europa, siendo frecuentes en bosques de fronda, linderos y arbolado en los campos. Prefieren permanecer sobre el espino blanco (Crataegus) su principal alimento. También se los encuentra en otras plantas, como robles y algunas rosacéas.